# 太和镇 (黑山县)
太和镇，是中华人民共和国辽宁省锦州市黑山县下辖的一个乡镇级行政单位。

## 行政区划
太和镇下辖以下地区：
太和村、耿屯村、包屯村、刘二金村、西邱村、大谢村、西公廒村、大菸沟村、小榆树村、胜利村、白台子村、五间村、兰泥村、自强村、罗家村、稍户村和尖山子村。